# Nederlands Acadië

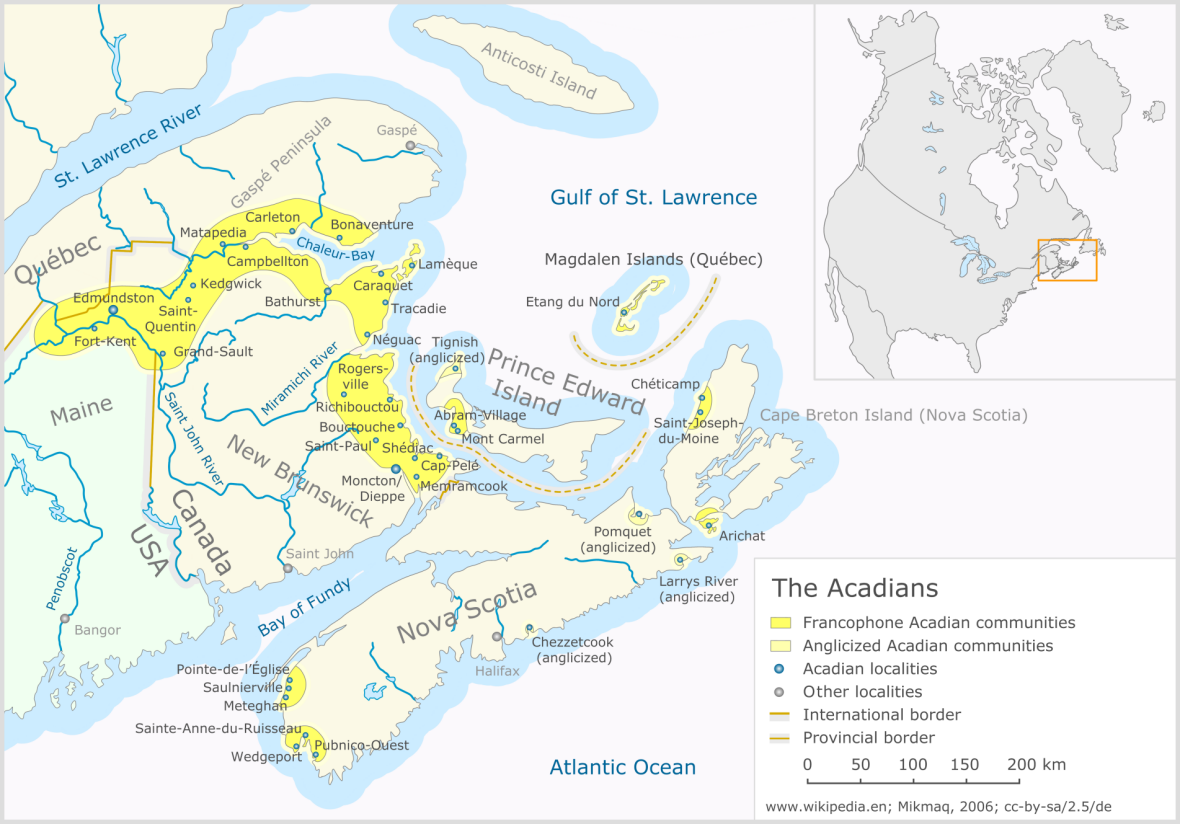
Kaart van Acadië

Nederlands Acadië is een gebied in het huidige Canada en de Amerikaanse staat Maine (Acadië) dat van augustus 1674 tot medio 1675 toebehoorde aan de Republiek der Zeven Verenigde Nederlanden. Ook Nova Scotia werd tot Nederlands Acadië gerekend.
De verovering maakte deel uit van de Hollandse Oorlog. De Derde Engels-Nederlandse Oorlog was met de Vrede van Westminster (1674) net afgelopen en de republiek was in oorlog met Frankrijk.
In juli 1674 kwam het schip Het vliegende paard van commandant Jurriaen Aernoutsz aan in New York. Aernoutsz was door de gouverneur van Curaçao uitgezonden om Engelse en Franse schepen aan te vallen. In New York ontmoette hij de Engelsman John Rhoades en vernam dat er vrede was met Engeland maar nog niet met Frankrijk. Rhoades wees hem op het slecht verdedigde Franse Acadië en Rhoades zou als gids dienen onder Aernoutsz.
Op 10 augustus 1674 viel Het vliegende paard het Franse Fort Pentagouet in de Penobscotbaai aan. Het fort gaf zich na twee uren strijd over. Hierna werd naar de Saint John River gevaren waar ook het Franse Fort Jemseg veroverd werd. Omdat na de Vrede van Breda er onduidelijkheid was over het gebied Acadië en Nova Scotia had Aernoutsz de goedkeuring van de Engelsen. Aernoutsz claimde na de verovering van alle nederzettingen het hele gebied Acadië en noemde het Nieuw-Holland.
Na ongeveer een maand verliet Aernoutsz het gebied alweer en verkocht de buit van plunderingen in Boston. Aernoutsz ging in oktober 1674 terug naar Curaçao. Een groep mannen die Aernoutsz achtergelaten had ging terug naar Acadië en behield het om handel drijven. Deze mannen waren de uit Vlaanderen afkomstige kapitein Peter Roderigo, de Nederlander kapitein Cornelius Andreson, John Williams (Cornish) en kapitein Rhoades. Zij namen nog een tiental mannen mee naar Acadië.

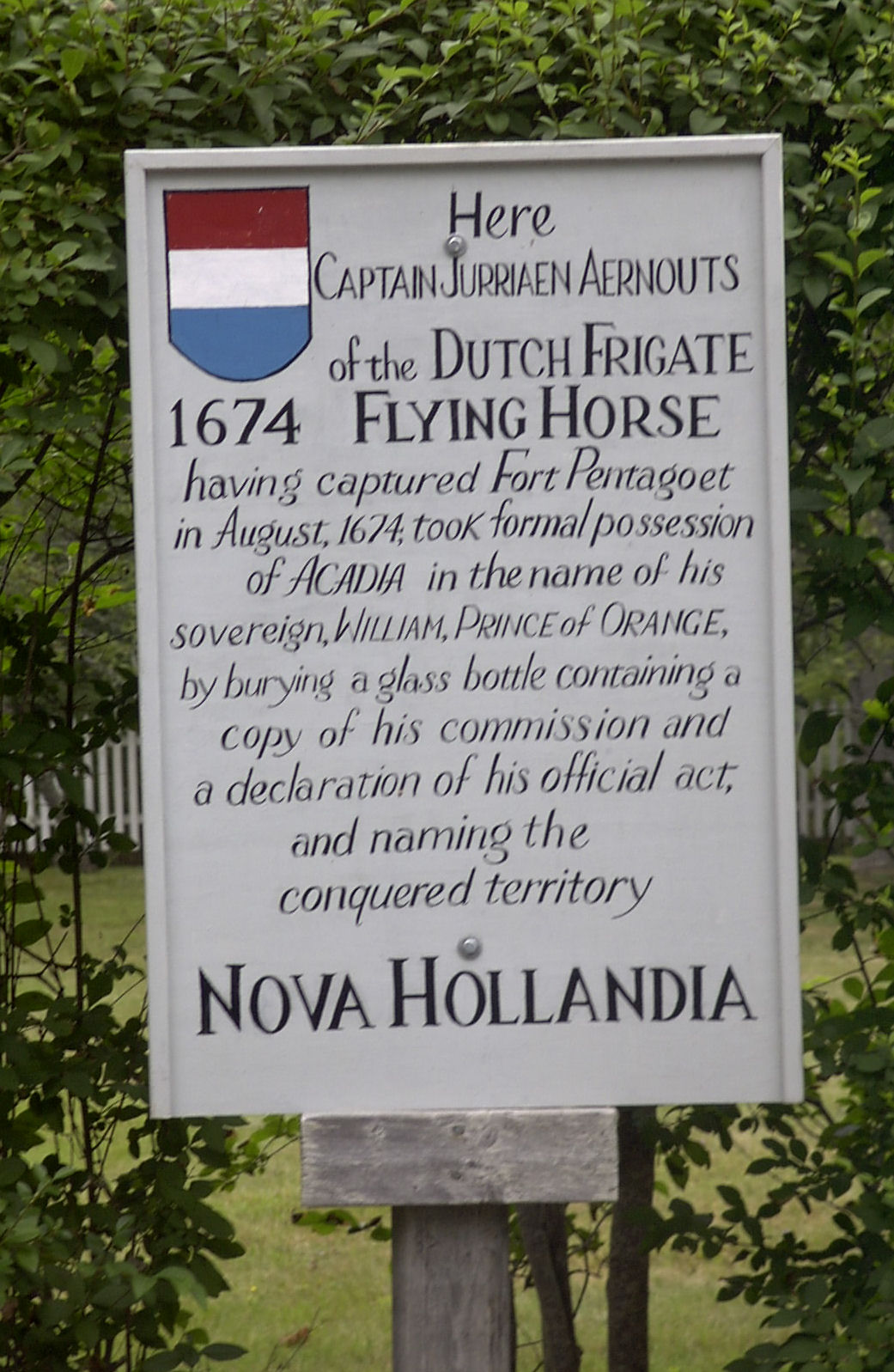
Historische plaquette in Acadië

De verovering was echter van korte duur want in 1675 kwam de groep in conflict met de Engelsen over bonthandel met indianen en vanwege piraterij. De groep beroofde met twee schepen ook andere handelaars in het gebied. Gouverneur John Leverett van de Massachusetts Bay Colony stuurde in maart 1675 een vloot en, na een kort gevecht in de Fundybaai, werden Rhoades en de anderen verslagen en gevangengenomen. Ze werden berecht voor piraterij in Boston. De twee Nederlandse leiders werden vrijgesproken maar Rhoades werd ter dood veroordeeld. Ook hij kwam in oktober 1675 toch vrij en werd verbannen. De Fransen hadden ondertussen Acadië geweldloos weer ingenomen.
In september 1676 wilde de West-Indische Compagnie (WIC) alsnog Acadië gaan benutten en de republiek benoemde Cornelis van Steenwijck, een handelaar in New York, tot gouverneur van Acadië. Op dat moment waren de gebieden echter niet meer in handen van de republiek. Rhoades kreeg geld van de WIC om Acadië opnieuw te veroveren maar hij werd door de Engelsen gearresteerd bij deze poging omdat hij zich ophield op grondgebied van de hertog van York waaruit hij verbannen was. Tot de Vrede van Nijmegen in 1678 zou de republiek aanspraak maken op het gebied.

## Naamgeving
De naam Nederlands Acadië is geen officiële historische naamduiding, maar verwijst naar het gebied dat door Aernoutsz veroverd en opgeëist werd in het Franse Acadië. Aernoutsz zelf noemde dit gebied Nova Hollandia (Nieuw Holland) maar deze naam is nooit in gebruik genomen. Twee jaar na dato benoemde de WIC een gouverneur voor Acadië en Nova Scotia als aanduiding voor het gebied dat toen al niet meer in Nederlandse handen was. Officieel gaat het dus om een deel van Acadië waarbij de naam Nederlands Acadië alleen een verwijzing is naar de korte Nederlandse periode in het gebied.

## Bewindvoerders Nederlands Acadië
- Jurriaen Aernoutsz (augustus 1674 - oktober 1674)
- John Rhoades (oktober 1674 - na maart 1675)
- Cornelis van Steenwijck (1676, als gouverneur, alleen papieren claim)